# Hétérophagie
L’hétérophagie correspond à l’absorption et à la dégradation de corps étranger, plus précisément c'est un processus de digestion cellulaire dans lequel les lysosomes fusionnent avec des vésicules de matériel nutritif engloutis par la phagocytose ou la pinocytose. 

## Description du processus
L'hétérophagie digère les structures qui viennent de l'extérieur de la cellule. Des particules provenant de l'extérieur de la cellule y pénètrent et, du fait de l'ajout d'un lysosome, des hétérolysomes se forment, entraînant la formation de produits qui sont digérés par la cellule et d'autres qui sont des déchets et doivent être expulsés (exocytose des résidus).
Les vésicules d’internalisation forment des endosomes précoces pouvant fusionner entre eux pour former un endosome tardif qui fusionneront avec des lysosomes.